# ビリオネアガール
『ビリオネアガール』（Billionaire Girl）は、支倉凍砂原作、桂明日香作画による日本の漫画作品。『good!アフタヌーン』（講談社）にて、6号（2009年9月発売）から38号（2013年12月発売）まで連載。

## あらすじ
アルバイトを探していた平凡な男子大学生・高遠恵は、親戚に当たる教授・大貫に家庭教師の仕事を紹介される。週に2回、2時間ほど、そして時給は破格の1万円だと言う。恵はいぶかしむが、雇い主はお金持ちな娘で、信用のおける人間を希望していると説得され、その人物・藤岡紫と強引に引き合わされる。恵が男だと知り動揺する紫だったが、大貫を信用して恵を採用する。
初めて紫の自宅を訪問した恵は、1人で暮らしていると言うその巨大な豪華マンションに圧倒されつつも、家庭教師の任をこなす。だが帰宅しようとする恵を、紫は涙ながらに引きとめ、大学生の生活や日常を来週までに教えて欲しいと懇願する。そして恵に、久し振りに会う約束の友人に「今は大学生」だと嘘をついてしまったこと、本当はデイトレーダーをしていること、そしてデイトレードで得た総資産が170億円あることを打ち明ける。

## 登場人物
高遠恵（たかとお けい）
平凡な学生。友人曰く「面倒臭がりでぼんやりマン」。
藤岡紫（ふじおか ゆかり）
デイトレードの才に恵まれ、若くして巨万の富を築いた娘。
大貫（おおぬき）
大学教授。紫のおじであり、保護者。遠い親戚である恵とも親しい。

## 書誌情報
- 原作：支倉凍砂・作画：桂明日香 『ビリオネアガール』 講談社〈アフタヌーンKC〉、全3巻
  1. 2010年11月5日発売、ISBN 978-4-06-310699-2
  2. 2013年2月7日発売、ISBN 978-4-06-387867-7
  3. 2014年2月7日発売、ISBN 978-4-06-387953-7